# 에드윈 루드

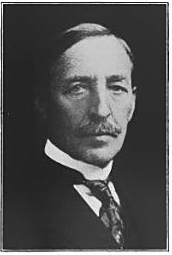
1922년의 모습

에드윈 루드(Edwin Ruud, 1854년 6월 9일 ~ 1932년 12월 9일)은 노르웨이 출신의 미국인 기계공학자다. 현대에 널리 사용되는 물 저장 탱크가 필요 없는 온수기를 개발한 인물이다.

## 생애
노르웨이 외스트폴주 아심에서 1854년에 태어났다. 베스트폴주에 있는 호르텐 기술학교에서 공학을 공부했다.
1880년대에 펜실베이니아주 피츠버그에 있는 조지 웨스팅하우스의 회사 'Fuel Gas and Manufacturing Company'에 들어갔다. 첫 번째 특허장을 제출한 뒤 8년이 지난 후에 특허가 등록되었고, 루드는 이를 통해 자신이 근무하던 회사에서 명성을 얻을 수 있었다.
1897년 1월 22일에, 현대적인 꼴의 온수기를 개발했다.
1932년에 사망했다.